# Phaonia aureolitarsis
Phaonia aureolitarsis är en tvåvingeart som beskrevs av Xue och Qiao Ping Xiang 1993. Phaonia aureolitarsis ingår i släktet Phaonia och familjen husflugor. Inga underarter finns listade i Catalogue of Life.